# 黃宏顯
黃宏顯（英語：Eddy Wong Wang Hin），香港電影視覺特效導演。

## 簡歷
黃宏顯的家人經營傳統紙紮店舖，從小接受父母親手製造的紮作薰陶，過程啟發他對藝術的興趣。
主修藝術的黃宏顯與兄長黃宏達於1990年合作開辦視覺效果公司萬寬電腦藝術設計有限公司。

## 榮譽
- 香港電影金像獎最佳視覺效果
- 金馬獎最佳視覺效果

## 外部連結
- 黃宏顯在互联网电影资料库（IMDb）上的資料（英文）
- 黃宏顯在香港影庫上的簡介